# Mięsień dźwigacz odbytu
Mięsień dźwigacz odbytu (łac. musculus levator ani) –  w anatomii człowieka parzysty, czworokątny, płaski i cienki mięsień, tworzący razem z mięśniem guzicznym przeponę miednicy. Przyczepia się okrężną linią na łuku ścięgnistym stanowiącym wzmocnione pasmo powięzi zasłonowej, na kości łonowej, kości kulszowej i nasadzie kolca kulszowego. Włókna mięśnia zbiegają się przyśrodkowo, ku dołowi i tyłowi, kończąc się w środku ścięgnistym krocza, na brzegach i przedniej powierzchni kości guzicznej, więzadle odbytowo-guzicznym, a także po bokach kanału odbytu. Część z nich za kanałem odbytu tworzy pętlę włókien zaodbytniczych, a inna część przed tym kanałem krzyżuje się z włóknami drugiej strony jako włókna przedodbytnicze. Dolna powierzchnia mięśnia oddzielona jest od dołu kulszowo-odbytniczego powięzią dolną przepony miednicy.
Mięsień ten dzieli się na dwie części:
- tylną, mięsień biodrowo-guziczny (łac. musculus iliococcygeus)
- przednią, mięsień łonowo-guziczny (łac. musculus pubococcygeus), z kolei dzielony na mięsień łonowo-guziczny właściwy (łac. musculus pubococcygeus proprius), mięsień łonowo-odbytniczy (łac. musculus puborectalis) i mięsień dźwigacz stercza u mężczyzn lub mięsień dźwigacz pochwy u kobiet (łac. musculus levator prostatae, musculus levator vaginae)[1].

Inny podział zakłada cztery części: mięsień łonowo-odbytniczy, mięsień łonowo-guziczny, mięsień biodrowo-guziczny, mięsień odbytniczo-guziczny.
Unaczyniony jest przez tętnicę sromową wewnętrzną i tętnicę pęcherzową dolną, a unerwiony przez nerwy ze splotu krzyżowego (S3–4), odchodzące od niego bezpośrednio lub jako gałązki nerwu sromowego.
Mięsień dźwigacz odbytu podnosi ku górze i przodowi przeponę miednicy i odbyt i dociska tylną ścianę odbytnicy do przedniej. Nieraz przypisuje się mu także funkcję podczas wypróżniania (zwęża się w miejscu dzielącym bańkę odbytnicy oraz kanał odbytu).